# Ordem de Batalha de Gettysburg - Confederação
Para se contextualizar a respeito do evento, veja: Batalha de Gettysburg.

## Quartel geral do exército
Gal. Robert E. Lee
- Escolta: 39º Batalhão de Cavalaria de Virgínia (duas companhias).

ESTADO MAIOR
- Chefe do estado-maior, Inspetor Geral: Cel. Robert H. Chilton.
- Comando de artilharia: Gal. Brig. William N. Pendleton.
- Diretor médico: Dr. Lafayette Guild.
- Oficial de material bélico: Ten. Cel. Briscoe G. Baldwin.
- Chefe de abastecimento (Chief of Commissary): Ten. Cel. Robert G. Cole.
- Oficial de intendência: Ten. Cel. James L. Corley.
- Juíz advogado geral: Maj. Henry E. Young.
- Secretário militar, atuando como Comandante assistente de artilharia: Cel. Armistead L. Long.
- Assistente de campo, Assistente de ordens geral: Ten. Cel. Walter H. Taylor.
- Assistente de campo, Secretário militar assistente: Maj. Charles Marshall.
- Assistente de campo, Inspetor geral assistente: Maj. Charles S. Venable.
- Oficial de engenharia: Cap. Samuel R. Johnston.

## Primeiro corpo do exército
Maj. Gal. James Longstreet
DIVISÃO DE McLAWS - Maj. Gal. Lafayette McLaws.
Brigadade Kershaw - Gal. Brig. Joseph B. Kershaw.
- 2º Regimento de Infantaria de Carolina do Sul - Cel. John D. Kennedy (ferido), Ten. Cel. F. Gaillard.
- 3º Regimento de Infantaria de Carolina do Sul - Cel. J. D. Nance, Maj. Robert C. Maffett.
- 7º Regimento de Infantaria de Carolina do Sul - Cel. D. Wyatt Aiken.
- 8º Regimento de Infantaria de Carolina do Sul - Cel. John W. Henagan.
- 15º Regimento de Infantaria de Carolina do Sul - Cel. William DeSaussure (morto), Maj. William M. Gist.
- 3º Batalhão de Infantaria de Carolina do Sul - Ten. Cel. William G. Rice

Brigadade Semmes - Gal. Brig. Paul J. Semmes (mortalmente ferido), Cel. Goode Bryan.
- 10º Regimento de Infantaria de Geórgia - Cel. John B. Weems.
- 50º Regimento de Infantaria de Geórgia - Ten. Cel. Francis Kearse (mortalmente ferido), Maj. Peter A.S. McClashan.
- 51º Regimento de Infantaria de Geórgia - Cel. Edward Ball.
- 53º Regimento de Infantaria de Geórgia - Cel. James P. Simms.

Brigadade Barksdale - Gal. Brig. William Barksdale (mortalmente ferido / capturado), Cel. Benjamin G. Humphreys.
- 13º Regimento de Infantaria de Mississippi - Cel. John W. Carter (morto).
- 17º Regimento de Infantaria de Mississippi - Cel. William D. Holder (ferido), Ten. Cel. John C. Fiser (ferido).
- 18º Regimento de Infantaria de Mississippi - Cel. Thomas M. Griffin(ferido), Ten. Cel. William H. Luse (capturado).
- 21º Regimento de Infantaria de Mississippi - Cel. Benjamin G. Humphreys.

Brigadade Wofford - Gal. Brig. William T. Wofford.
- 16º Regimento de Infantaria de Geórgia - Cel. Goode Bryan.
- 18º Regimento de Infantaria de Geórgia - Lieut. Cel. Solon Z. Ruff.
- 24º Regimento de Infantaria de Geórgia - Cel. Robert McMillin.
- Legião de Infantaria de Cobb's (Geórgia) - Ten. Cel. Luther J. Glenn.
- Legião de Infantaria de Phillips' (Geórgia) - Ten. Cel. Elihu S. Barclay.

Batalhão de artilharia de Cabell - Cel. Henry Coalter Cabell.
- Bateria A, 1º Regimento de Artilharia de Carolina do Norte - Cap. Basil C. Manly.
- Bateria de Artilharia de Pulaski (Geórgia) - Cap. John C. Fraser (mortalmente ferido), Lt. William J. Furlong.
- 1ª Bateria de Obuses de Richmond - Cap. Edward S. McCarthy.
- Bateria de Artilharia de Troup (Geórgia) - Cap. Henry H. Carlton (ferido), Lt. Columbus W. Motes.

DIVISÃO DE PICKETT - Maj. Gal. George E. Pickett.
Brigadade Garnett - Gal. Brig. Richard B. Garnett (morto), Maj. C. S. Peyton.
- 8º Regimento de Infantaria de Virgínia - Cel. Eppa Hunton (ferido).
- 18º Regimento de Infantaria de Virgínia - Ten. Cel. Henry A. Carrington.
- 19º Regimento de Infantaria de Virgínia - Cel. Henry Gantt (ferido), Ten. Cel. John T. Ellis (mortalmente ferido).
- 28º Regimento de Infantaria de Virgínia - Cel. Robert C. Allen (morto), Ten. Cel. William Watts.
- 56º Regimento de Infantaria de Virgínia - Cel. William D. Stuart (mortalmente ferido), Ten. Cel. Philip P. Slaughter.

Brigadade Kemper- Gal. Brig. James L. Kemper, Cel. Joseph Mayo, Jr..
- 1º Regimento de Infantaria de Virgínia - Cel. Lewis B. Williams (morto), Ten. Cel. Frederick G. Skinner.
- 3º Regimento de Infantaria de Virgínia - Cel. Joseph Mayo, Jr., Ten. Cel. Alexander D. Callcote (morto).
- 7º Regimento de Infantaria de Virgínia - Cel. Waller T. Patton (mortalmente ferido), Ten. Cel. Charles C. Flowerree.
- 11º Regimento de Infantaria de Virgínia - Maj. Kirkwood Otey (ferido).
- 24º Regimento de Infantaria de Virgínia - Cel. William R. Terry.

Brigadade Armistead - Gal. Brig. Lewis A. Armistead (mortalmente ferido / capturado), Cel. William R. Aylett (ferido).
- 9º Regimento de Infantaria de Virgínia - Maj. John C. Owens (mortalmente ferido).
- 14º Regimento de Infantaria de Virgínia - Cel. James G. Hodges (morto), Ten. Cel. William White.
- 38º Regimento de Infantaria de Virgínia - Cel. Edward C. Edmonds (morto), Ten. Cel. Powhatan B. Whittle (ferido)
- 53º Regimento de Infantaria de Virgínia - Cel. William R. Aylett (ferido), Ten. Cel. Rawley W. Martin (ferido / capturado).
- 57º Regimento de Infantaria de Virgínia - Cel. John Bowie Magruder (mortalmente ferido / capturado).

Batalhão de Artilharia de Dearing - Maj. James Dearing.
- Bateria de Artilharia de Fauquier (Virgínia) - Cap. Robert M. Stribling.
- Bateria de Artilharia de Hampden (Virgínia) - Cap. William H. Caskie.
- Bateria de Artilharia de Richmond Fayette  - Cap. Miles C. Macon.
- Bateria de Artilharia de Lynchburg (Virgínia) - Cap. Joseph G. Blount.

DIVISÃO DE HOOD - Maj. Gal. John Bell Hood (ferido), Gal. Brig. Evander M. Law.
Brigadade Law - Gal. Brig. Evander M. Law, Cel. James L. Sheffield 
- 4º Regimento de Infantaria de Alabama - Cel. Lawrence H. Scruggs.
- 15º Regimento de Infantaria de Alabama - Cel. William C. Oates, Cap. Blanton A. Hill.
- 44º Regimento de Infantaria de Alabama - Cel. William F. Perry.
- 47º Regimento de Infantaria de Alabama - Cel. James W. Jackson, Ten. Cel. J. M. Bulger (ferido / capturado), Maj. James M. Campbell.
- 48º Regimento de Infantaria de Alabama - Cel. James L. Sheffield, Cap. T. J. Eubanks.

Brigadade Robertson ("Hood's Texas Brigade") - Gal. Brig. Jerome B. Robertson.
- 3º Infantaria de Arkansas - Cel. Van H. Manning (ferido), Ten. Cel. Robert S. Taylor.
- 1º Regimento de Infantaria de Texas - Cel. Phillip A. Work.
- 4º Regimento de Infantaria de Texas - Cel. John C. G. Key (ferido), Maj. John P. Bane.
- 5º Regimento de Infantaria de Texas - Cel. Robert M. Powell (ferido / capturado), Ten. Cel. King Bryan (ferido), Maj. Jefferson C. Rogers.

Brigadade Anderson - Gal. Brig. George T. Anderson (ferido), Ten. Cel. William Luffman.
- 7º Regimento de Infantaria de Geórgia - Cel. William W. White.
- 8º Regimento de Infantaria de Geórgia - Cel. John R. Towers.
- 9º Regimento de Infantaria de Geórgia - Ten. Cel. John C. Mounger (morto), Maj. William M. Jones, Cap. George Hillyer.
- 11º Regimento de Infantaria de Geórgia - Cel. Francis H. Little (ferido), Ten. Cel. William Luffman (ferido), Maj. Henry D. McDaniel (ferido), Cap. William H. Mitchell.
- 59º Regimento de Infantaria de Geórgia - Cel. William "Jack" Brown (ferido / capturado), Cap. M. G. Bass.

Brigadade Benning - Gal. Brig. Henry L. Benning.
- 2º Regimento de Infantaria de Geórgia - Ten. Cel. William T. Harris (morto), Maj. William S. Shepherd.
- 15º Regimento de Infantaria de Geórgia - Cel. M. Dudley DuBose.
- 17º Regimento de Infantaria de Geórgia - Cel. Wesley C. Hodges.
- 20º Regimento de Infantaria de Geórgia - Cel. John A. Jones (morto), Ten. Cel. James D. Waddell.

Batalhão de Artilharia de Henry - Maj. Mathis W. Henry.
- Bateria de Artilharia de Branch (Carolina do Norte) - Cap. Alexander C. Latham.
- Bateria de Artilharia de German (Carolina do Sul) - Cap. William K. Bachman.
- Bateria de Artilharia Ligeira de Palmetto (Carolina do Sul) - Cap. Hugh R. Garden.
- Bateria de Artilharia de Rowan (Carolina do Norte) - Cap. James Reilly.

Reserva de Artilharia do Primeiro Corpo - Cel. James B. Walton.
Batalhão de Artilharia de Alexander - Cel. Edward Porter Alexander.
- Bateria de Artilharia de Ashland (Virgínia) - Cap. Pichegru Woolfolk, Jr. (ferido), Lt. James Woolfolk.
- Bateria de Artilharia de Bedford (Virgínia) - Cap. Tyler C. Jordan.
- Bateria de Artilharia de Brooks (Carolina do Sul) - Lt. S. C. Gilbert.
- Bateria de Artilharia de Madison (Louisiana) - Cap. George V. Moody.
- Bateria de Virgínia (Richmond) - Cap. William W. Parke.
- Bateria de Virgínia (Bath) - Cap. Osmond B. Taylor.

Batalhão de Artilharia de Washington (Louisiana)  - Maj. Benjamin F. Eshleman.
- 1ª Companhia - Cap. Charles W. Squires.
- 2ª Companhia - Cap. John B. Richardson.
- 3ª Companhia - Cap. Merritt B. Miller.
- 4ª Companhia - Cap. Joe Norcom (ferido), Lt. Henry A. Battles.

## Segundo corpo do exército
Ten. Gal. Richard S. Ewell.
DIVISÃO DE EARLY - Maj. Gal. Jubal A. Early.
Brigadade Hays - Gal. Brig. Harry T. Hays
- 5º Regimento de Infantaria de Louisiana - Maj. Alexander Hart (ferido), Cap. Thomas H. Biscoe
- 6º Regimento de Infantaria de Louisiana - Ten. Cel. Joseph Hanlon
- 7º Regimento de Infantaria de Louisiana - Cel. Davidson B. Penn
- 8º Regimento de Infantaria de Louisiana - Cel. Trevanion D. Lewis,  Ten. Cel. Alcibiades DeBlanc (ferido), Maj. German A. Lester
- 9º Regimento de Infantaria de Louisiana - Cel. Leroy A. Stafford

Brigadade Smith- Gal. Brig. William "Extra Billy" Smith
- 31º Regimento de Infantaria de Virgínia - Cel. John S. Hoffman
- 49º Regimento de Infantaria de Virgínia - Ten. Cel. J. Catlett Gibson
- 52º Regimento de Infantaria de Virgínia - Ten. Cel. James H. Skinner

Brigadade Hoke - Cel. Isaac E. Avery (mortalmente ferido), Cel. Archibald C. Godwin
- 6º Regimento de Infantaria de Carolina do Norte - Maj. Samuel D. McD. Tate
- 21º Regimento de Infantaria de Carolina do Norte - Cel. William W. Kirkland
- 57º Regimento de Infantaria de Carolina do Norte - Cel. Archibald C. Godwin

Brigadade Gordon - Gal. Brig. John B. Gordon
- 13º Regimento de Infantaria de Geórgia - Cel. James L. Smith
- 26º Regimento de Infantaria de Geórgia - Cel. Edmund N. Atkinson
- 31º Regimento de Infantaria de Geórgia - Cel. Clement A. Evans
- 38º Regimento de Infantaria de Geórgia - Cap. William L. McLeod
- 60º Regimento de Infantaria de Geórgia - Cap. Waters B. Jones
- 61º Regimento de Infantaria de Geórgia - Cel. John H. Lamar

Batalhão de Artilharia de Jones# - Ten. Cel. Hilary P. Jones
- Bateria de Artilharia de Charlottesville (Virgínia) - Cap. James McD. Carrington
- Bateria de Artilharia de Courtney (Virgínia) - Cap. William A. Tanner
- Bateria de Artilharia de Guarda - Cap. Charles A. Green
- Bateria de Artilharia de Staunton (Virgínia) - Cap. Asher W. Garber

DIVISÃO DE RODES - Maj. Gal. Robert E. Rodes

Brigadade Daniel - -  Gal. Brig. Junius Daniel
- 32º Regimento de Infantaria de Carolina do Norte - Cel. Edmund C. Brabble
- 43º Regimento de Infantaria de Carolina do Norte - Cel. Thomas S. Kenan (ferido / capturado), Ten. Cel. William G. Lewis
- 45º Regimento de Infantaria de Carolina do Norte - Ten. Cel. Samuel H. Boyd (capturado), Maj. John R. Winston (ferido / capturado),  Cap. A. H. Gallaway (ferido), Cap. James A. Hopkins
- 53º Regimento de Infantaria de Carolina do Norte - Cel. William A. Owens
- 2º Regimento de Infantaria de Carolina do Norte Battalion - Ten. Cel. Hezekiah L. Andrews (ferido), Cap. Van Brown

Brigadade Iverson - Gal. Brig. Alfred Iverson
- 5º Regimento de Infantaria de Carolina do Norte - Cap. Speight B. West, Cap. Benjamin Robinson
- 12º Regimento de Infantaria de Carolina do Norte - Ten. Cel. William S. Davis
- 20º Regimento de Infantaria de Carolina do Norte - Ten. Cel. Nelson Slough (ferido), Cap. Lewis T. Hicks
- 23º Regimento de Infantaria de Carolina do Norte - Cel. Daniel H. Christie (mortalmente ferido), Cap. William H. Johnston

Brigadade Doles - Gal. Brig. George Doles
- 4º Regimento de Infantaria de Geórgia - Ten. Cel. David R. E. Winn (morto), Maj. William H. Willis
- 12º Regimento de Infantaria de Geórgia - Cel. Edward Willis
- 21º Regimento de Infantaria de Geórgia - Cel. John T. Mercer
- 44º Regimento de Infantaria de Geórgia - Cel. Samuel P. Lumpkin (mortalmente ferido / capturado), Maj. William H. Peebles

Brigadade Ramseur - Gal. Brig. Stephen D. Ramseur
- 2º Regimento de Infantaria de Carolina do Norte - Maj. Daniel W. Hurt (ferido), Cap. James T. Scales
- 4º Regimento de Infantaria de Carolina do Norte - Cel. Bryan Grimes
- 14º Regimento de Infantaria de Carolina do Norte - Cel. R. Tyler Bennett (ferido), Maj. Joseph H. Lambeth
- 30º Regimento de Infantaria de Carolina do Norte - Cel. Francis M. Parker (ferido), Maj. W. W. Sillers

Brigadade O'Neal - Cel. Edward A. O'Neal
- 3º Regimento de Infantaria de Alabama - Cel. Cullen A. Battle
- 5º Regimento de Infantaria de Alabama - Cel. Josephus M. Hall
- 6º Regimento de Infantaria de Alabama - Cel. James N. Lightfoot (ferido), Cap. M. L. Bowie
- 12º Regimento de Infantaria de Alabama - Cel. Samuel B. Pickens
- 26º Regimento de Infantaria de Alabama - Ten. Cel. John C. Goodgame

Batalhão de Artilharia de Carter - Ten. Cel. Thomas H. Carter
- Bateria de Artilharia de Jeff Davis (Alabama) - Cap. William J. Reese
- Bateria de Artilharia de King William (Virgínia) - Cap. William P. Carter
- Bateria de Artilharia de Morris (Virgínia) - Cap. Richard C. M. Page
- Bateria de Artilharia de Orange (Virgínia) - Cap. Charles W. Fry

DIVISÃO DE JOHNSON - Maj. Gal. Edward Johnson

Brigadade Steuart - Gal. Brig. George H. Steuart
- 1º Batalhão de Infantaria de Maryland (2º MD Infantry, CSA) - Ten. Cel. James R. Herbert (ferido), Maj. William W. Goldsborough (ferido), Cap. James P. Crane
- 1º Regimento de Infantaria de Carolina do Norte - Ten. Cel. Hamilton Allen Brown
- 3º Regimento de Infantaria de Carolina do Norte - Maj. William M. Parsley
- 10º Regimento de Infantaria de Virgínia - Cel. Edward T. H. Warren
- 23º Regimento de Infantaria de Virgínia - Ten. Cel. Simeon T. Walton
- 37º Regimento de Infantaria de Virgínia - Maj. Henry C. Wood

Brigadade Nicholls - Cel. Jesse M. Williams
- 1º Regimento de Infantaria de Louisiana - Cel. Michael Nolan
- 2º Regimento de Infantaria de Louisiana - Ten. Cel. Ross E. Burke
- 10º Regimento de Infantaria de Louisiana - Maj. Thomas N. Powell
- 14º Regimento de Infantaria de Louisiana - Ten. Cel. David Zable
- 15º Regimento de Infantaria de Louisiana - Maj. Andrew Brady

Brigadade Walker ("Stonewall Brigade") - Gal. Brig. James Walker
- 2º Regimento de Infantaria de Virgínia - Cel. John Q.A. Nadenbousch
- 4º Regimento de Infantaria de Virgínia - Maj. William Terry
- 5º Regimento de Infantaria de Virgínia - Cel. John H. S. Funk
- 27º Regimento de Infantaria de Virgínia - Ten. Cel. Daniel M. Shriver
- 33º Regimento de Infantaria de Virgínia - Cap. James B. Golladay

Brigadade Jones - Gal. Brig. John. M. Jones (ferido), Ten. Cel. Robert H. Dungan
- 21º Regimento de Infantaria de Virgínia - Cap. William P. Moseley
- 25º Regimento de Infantaria de Virgínia - Cel. John C. Higginbotham (ferido), Ten. Cel. J. A. Robinson (absent)
- 42º Regimento de Infantaria de Virgínia - Cel. Robert Withers, Cap. Samuel H. Saunders
- 44º Regimento de Infantaria de Virgínia - Maj. Norval Cobb (ferido), Cap. Thomas R. Buckner
- 48º Regimento de Infantaria de Virgínia - Ten. Cel. Robert H. Dungan, Maj. Oscar White
- 50º Regimento de Infantaria de Virgínia - Ten. Cel. Logan H. N. Salyer

Batalhão de Artilharia de Latimer - Maj. James W. Latimer (mortalmente ferido)
- 1ª Bateria de Maryland - Cap. William F. Dement
- Bateria de Artilharia de Alleghany (Virgínia) - Cap. John C. Carpenter
- Bateria de Artilharia de Chesapeake (Maryland) - Cap. William D. Brown
- Bateria de Lee (Virgínia) - Cap. Charles I. Raine (mortalmente ferido), Lt. William M. Hardwicke

Reserva de Artilharia do Segundo Corpo - Cel. J. Thompson Brown
Batalhão de Artilharia de Dance - Cap. Willis J. Dance
- 2ª Bateria de Obuses de Richmond (Virgínia) - Cap. David Watson
- 3ª Bateria de Obuses de Richmond (Virgínia) - Cap. Benjamin H. Smith, Jr.
- Artilharia de Powhatan (Virgínia) - Lt. John M. Cunningham
- Artilharia de Rockbridge (Virgínia)  - Cap. Archibald Graham
- Artilharia de Salem (Virgínia) - Lt. Charles B. Griffin

Batalhão de Artilharia de Nelson - Ten. Cel. William Nelson
- Bateria de Artilharia de Amherst (Virgínia) - Cap. Thomas J. Kirkpatrick
- Bateria de Artilharia de Fluvanna (Virgínia) - Cap. John L. Massie
- Bateria de Geórgia - Cap. John Milledge, Jr.

## Terceiro corpo do exército
Ten. Gal. Ambrose P. Hill

DIVISÃO DE ANDERSON - Maj. Gal. Richard H. Anderson

Brigada de Wilcox - Gal. Brig. Cadmus M. Wilcox
- 8º Regimento de Infantaria de Alabama - Ten. Cel. Hilary A. Herbert
- 9º Regimento de Infantaria de Alabama - Cap. J. Horace King (ferido)
- 10º Regimento de Infantaria de Alabama - Cel. William H. Forney (ferido / capturado),  Ten. Cel. James E. Shelley
- 11º Regimento de Infantaria de Alabama - Cel. John C. C. Sanders (ferido), Ten. Cel. George E. Tayloe
- 14º Regimento de Infantaria de Alabama - Cel. Lucius Pinckard (ferido / capturado), Ten. Cel. James A. Broome

Brigada de Wright - Gal. Brig. Ambrose R. Wright, Cel. William Gibson
- 3º Regimento de Infantaria de Geórgia - Cel. Edward J. Walker
- 22º Regimento de Infantaria de Geórgia - Cel. Joseph A. Wasden (morto), Cap. Benjamin C. McCurry
- 48º Regimento de Infantaria de Geórgia - Cel. William Gibson (ferido / capturado), Cap. Matthew R. Hall
- 2º Regimento de Infantaria de Geórgia Battalion - Maj. George W. Ross (mortalmente ferido), Cap. Charles J. Moffett

Brigada de Mahone - Gal. Brig. William Mahone
- 6º Regimento de Infantaria de Virgínia - Cel. George T. Rogers
- 12º Regimento de Infantaria de Virgínia - Cel. David A. Weisiger
- 16º Regimento de Infantaria de Virgínia - Cel. Joseph H. Ham
- 41º Regimento de Infantaria de Virgínia - Cel. William A. Parham
- 61º Regimento de Infantaria de Virgínia - Cel. Virginius D. Groner

Brigada de Perry - Cel. David Lang
- 2º Regimento de Infantaria de Flórida - Maj. Walter R. Moore
- 5º Regimento de Infantaria de Flórida - Cap. Richmond N. Gardner
- 8º Regimento de Infantaria de Flórida - Ten. Cel. William Baya

Brigada de Posey - Gal. Brig. Carnot Posey
- 12º Regimento de Infantaria de Mississippi - Cel. Walter H. Taylor
- 16º Regimento de Infantaria de Mississippi - Cel. Samuel E. Baker
- 19º Regimento de Infantaria de Mississippi - Cel. Nathaniel H. Harris
- 48º Regimento de Infantaria de Mississippi - Cel. Joseph M. Jayne

Batalhão de Artilharia de Lane ("Sumter Battalion", Geórgia) - Maj. John Lane
- Companhia A - Cap. Hugh M. Ross
- Companhia B - Cap. George M. Patterson
- Companhia C - Cap. John T. Wingfield

DIVISÃO DE HETH - Maj. Gal. Henry Heth (ferido), Gal. Brig. James J. Pettigrew (ferido)

Brigada de Pettigrew - Gal. Brig. James J. Pettigrew, Cel. James K. Marshall (morto)
- 11º Regimento de Infantaria de Carolina do Norte - Cel. Collett Leventhorpe (ferido / capturado), Maj. Egbert Ross (morto)
- 26º Regimento de Infantaria de Carolina do Norte - Cel. Henry K. Burgwyn (morto), Ten. Cel. John Lane (ferido), Maj. John J. Jones (ferido), Cap. Henry C. Albright
- 47º Regimento de Infantaria de Carolina do Norte - Cel. George H. Faribault (ferido), Ten. Cel. John A. Graves (ferido / capturado). Maj. Archibald Crudup (ferido / capturado)
- 52º Regimento de Infantaria de Carolina do Norte - Cel. James K. Marshall (morto), Ten. Cel. Marcus A. Parks

Brigada de Brockenbrough - Cel. John M. Brockenborough
- 40º Regimento de Infantaria de Virgínia - Cap. T. Edwin Betts (ferido), Cap. R. B. Davis
- 47º Regimento de Infantaria de Virgínia - Cel. Robert M. Mayo
- 55º Regimento de Infantaria de Virgínia - Cel. William S. Christian
- 22º Regimento de Infantaria de Virgínia Battalion - Maj. John S. Bowles

Brigada de Archer - Gal. Brig. James J. Archer (capturado), Cel. Birkett D. Fry (ferido), Ten. Cel. Samuel G. Shepherd
- 5º Regimento de Infantaria de Alabama Battalion - Maj. Albert S. Van De Graaf
- 13º Regimento de Infantaria de Alabama - Cel. Birkett D. Fry
- 1º Tennessee (Provisional Army) Infantry - Maj. Felix G. Buchanan
- 7º Regimento de Infantaria de Tennessee - Ten. Cel. Samuel G. Shepherd
- 14º Regimento de Infantaria de Tennessee - Cap. Bruce L. Phillips

Brigada de Davis - Gal. Brig. Joseph R. Davis
- 2º Regimento de Infantaria de Mississippi - Cel. John M. Stone
- 11º Regimento de Infantaria de Mississippi - Cel. Francis M. Green
- 42º Regimento de Infantaria de Mississippi - Cel. Hugh R. Miller (mortalmente ferido / capturado)
- 55º Regimento de Infantaria de Carolina do Norte - Cel. John Kerr Connally

Batalhão de Artilharia de Garnett - Ten. Cel. John Garnett
- Bateria de Artilharia de Donaldsville (Louisiana) - Cap. Victor Maurin)
- Bateria de Artilharia de Huger (Virgínia) - Cap. Joseph D. Moore)
- Bateria de Artilharia de Lewis (Virgínia) - Cap. John W. Lewis)
- Bateria de Artilharia Ligeira de Norfolk Blues (Virgínia) - Cap. Charles R. Grandy

DIVISÃO DE PENDER - Maj. Gal. William D. Pender (mortalmente ferido), Maj. Gal. Isaac Trimble (ferido / capturado), Gal. Brig. James H. Lane

Brigada de Perrin - Cel. Abner Perrin
- 1º Regimento de Infantaria de Carolina do Sul (Provisional Army) - Maj. Charles W. McCreary
- 1º Regimento de Fuzis de Carolina do Sul - Cap. William M. Hadden
- 12º Regimento de Infantaria de Carolina do Sul - Cel. John L. Miller
- 13º Regimento de Infantaria de Carolina do Sul - Ten. Cel. Benjamin T. Brockman
- 14º Regimento de Infantaria de Carolina do Sul - Ten. Cel. Joseph N. Brown

Brigada de Lane- Gal. Brig. James H. Lane, Cel. Clark M. Avery
- 7º Regimento de Infantaria de Carolina do Norte - Maj. J. McCleod Turner (ferido / capturado), Cap. James G. Harris
- 18º Regimento de Infantaria de Carolina do Norte - Cel. John D. Barry
- 28º Regimento de Infantaria de Carolina do Norte - Cel. Samuel D. Lowe (ferido), Ten. Cel. W. H. A. Speer (ferido)
- 33º Regimento de Infantaria de Carolina do Norte - Cel. Clark M. Avery
- 37º Regimento de Infantaria de Carolina do Norte - Cel. William M. Barbour

Brigada de Thomas - Gal. Brig. Edward L. Thomas
- 14º Regimento de Infantaria de Geórgia - Cel. Robert W. Folsom
- 35º Regimento de Infantaria de Geórgia - Cel. Bolling H. Holt
- 45º Regimento de Infantaria de Geórgia - Cel. Thomas J. Simmons
- 49º Regimento de Infantaria de Geórgia - Cel. Samuel T. Player

Brigada de Scales - Gal. Brig. Alfred M. Scales, Ten. Cel. George T. Gordon, Cel. W. Lee. J. Lowrance
- 13º Regimento de Infantaria de Carolina do Norte - Cel. Joseph H. Hyman (ferido), Ten. Cel. Henry A. Rogers
- 16º Regimento de Infantaria de Carolina do Norte - Cap. Leroy W. Stowe
- 22º Regimento de Infantaria de Carolina do Norte - Cel. James Conner
- 34º Regimento de Infantaria de Carolina do Norte - Cel. W. Lee. J. Lowrance, Ten. Cel. George T. Gordon (ferido)
- 38º Regimento de Infantaria de Carolina do Norte - Cel. William J. Hoke (ferido), Ten. Cel. John Ashford

Batalhão de Artilharia de Poague - Maj. William T. Poague
- Bateria de Artilharia de Albemarle (Virgínia) - Cap. James W. Wyatt
- Bateria de Artilharia de Charlotte (Carolina do Norte) - Cap. Joseph Graham
- Bateria de Artilharia Ligeira de Madison (Mississippi) - Cap. George Ward
- Bateria de Virgínia (Warrington) - Cap. James V. Brooke

Reserva de Artilharia do Terceiro Corpo - Cel. R. Lindsay Walker
Batalhão de Artilharia de McIntosh - Maj. David G. McIntosh
- Bateria de Artilharia de Danville (Virgínia) - Cap. R. Sidney Rice
- Bateria de Artilharia de Hardaway (Alabama) - Cap. William B. Hurt
- 2ª Bateria de Rockbridge (Virgínia) - Lt. Samuel Wallace
- Bateria de Virgínia (Richmond) - Cap. Marmaduke Johnson

Batalhão de Artilharia de Pegram - Maj. William J. Pegram, Cap. E. B. Brunson
- Bateria de Crenshaw's (Virgínia) - Cap. William G. Crenshaw
- Bateria de Artilharia de Fredericksburg (Virgínia) - Cap. Edward A. Marye
- Bateria de Artilharia de Letcher (Virgínia) - Cap. Thomas A. Brander
- Bateria de Artilharia de Pee Dee (Carolina do Sul) - Lt. William E. Zimmerman
- Bateria de Artilharia de Purcell (Virgínia) - Cap. Joseph McGraw

## Divisão de cavalaria de Stuart
Maj. Gal. James E. B. Stuart

Brigada de Hampton - Gal. Brig. Wade Hampton (ferido), Cel. Laurence S. Baker
- 1º Regimento de Cavalaria de Carolina do Norte - Cel. Laurence S. Baker
- 1º Regimento de Cavalaria de Carolina do Sul - Cel. John L. Black
- 2º Regimento de Cavalaria de Carolina do Sul - Cel. Matthew C. Butler
- Legião de Cobb (Geórgia) - Cel. Pierce B. M. Young
- Legião de Jeff Davis (Mississippi) - Cel. Joseph F. Waring
- Legião de Phillips (Geórgia) - Ten. Cel. Jefferson C. Phillips

Brigada de Fitz Lee - Gal. Brig. Fitzhugh Lee
- 1º Batalhão de Cavalaria de Maryland  - Maj. Harry Gilmore, Maj. Ridgely Brown
- 1º Regimento de Cavalaria de Virgínia - Cel. James H. Drake
- 2º Regimento de Cavalaria de Virgínia - Cel. Thomas T. Munford
- 3º Regimento de Cavalaria de Virgínia - Cel. Thomas H. Owen
- 4º Regimento de Cavalaria de Virgínia - Cel. William Carter Wickham
- 5º Regimento de Cavalaria de Virgínia - Cel. Thomas L. Rosser

Brigada de Robertson - Gal. Brig. Beverly H. Robertson
- 4º Regimento de Cavalaria de Carolina do Norte - Cel. Dennis D. Ferebee
- 5º Regimento de Cavalaria de Carolina do Norte - Cel. Peter G. Evans

Brigada de Jenkins - Gal. Brig. Albert G. Jenkins (ferido), Cel. Milton J. Ferguson
- 14º Regimento de Cavalaria de Virgínia - Maj. Benjamin F. Eakle
- 16º Regimento de Cavalaria de Virgínia - Cel. Milton J. Ferguson
- 17º Regimento de Cavalaria de Virgínia - Cel. William H. French
- 34º Batalhão de Virgínia - Ten. Cel. Vincent A. Witcher
- 36º Batalhão de Virgínia - Cap. Cornelius T. Smith
- Bateria de Jackson (Virgínia) - Cap. Thomas E. Jackson

Brigada de Jones - Gal. Brig. William E. Jones
- 6º Regimento de Cavalaria de Virgínia - Maj. Cabel E. Flournoy
- 7º Regimento de Cavalaria de Virgínia - Ten. Cel. Thomas Marshall
- 11º Regimento de Cavalaria de Virgínia - Cel. Lunsford L. Lomax

Brigada de W. H. F. Lee - Cel. John R. Chambliss, Jr.
- 2º Regimento de Cavalaria de Carolina do Norte - Ten. Cel. William Payne (capturado), Cap. William A. Graham (ferido), Lt. Joseph Baker
- 9º Regimento de Cavalaria de Virgínia - Cel. Richard L. T. Beale
- 10º Regimento de Cavalaria de Virgínia - Cel. J. Lucius Davis
- 13º Regimento de Cavalaria de Virgínia - Cap. Benjamin F. Winfield

Artilharia Montada de Stuart - Maj. Robert F. Beckham
- Bateria de Breathed (Virgínia) - Cap. James Breathed
- Bateria de Chew (Virgínia) - Cap. R. Preston Chew
- Bateria de Griffin (Maryland) - Cap. William H. Griffin
- Bateria de Hart (Carolina do Sul) - Cap. James F. Hart
- Bateria de McGregor (Virgínia) - Cap. William M. McGregor
- Bateria de Moorman (Virgínia) - Cap. Marcellus M. Moorman

Comando de Cavalaria de Imboden - Gal. Brig. John D. Imboden
- 18º Regimento de Cavalaria de Virgínia - Cel. George W. Imboden
- 62º Regimento de Infantaria de Virgínia, Montado - Cel. George H. Smith
- Partisan Rangers de Virgínia - Cap. John H. McNeill
- Bateria de Virgínia (Staunton) - Cap. John H. McClanahan